# Eerste Divisie 2023-24
La Eerste Divisie 2023-24 fue la sexagésima octava edición de la segunda máxima competición futbolística de los Países Bajos.
Un total de 20 equipos participaron en la competición, incluyendo 18 equipos de la temporada anterior y 2 provenientes de la Eredivisie 2022-23.

## Relevos
| Pos. | Ascendidos a Eredivisie |
| ---- | ----------------------- |
| 1.º  | Heracles Almelo         |
| 2.º  | Zwolle                  |
| 3.º  | Almere City             |

| Pos. | Descendidos de Eredivisie |
| ---- | ------------------------- |
| 16.º | Emmen                     |
| 17.º | Cambuur                   |
| 18.º | Groningen                 |

## Información
| Equipo         | Ciudad     | Entrenador           | Capitán | Estadio                  | Capacidad | Patrocinador  |
| -------------- | ---------- | -------------------- | ------- | ------------------------ | --------- | ------------- |
| ADO Den Haag   | La Haya    | Darije Kalezić       | [[]]    | Cars Jeans Stadion       | 15 000    | Erreà         |
| Cambuur        | Leeuwarden | Henk de Jong         | [[]]    | Cambuur Stadion          | 10 500    | Adidas        |
| De Graafschap  | Doetinchem | Jan Vreman           | [[]]    | Stadion De Vijverberg    | 12 600    | Robey         |
| Den Bosch      | Bolduque   | Tomasz Kaczmarek     | [[]]    | Stadion De Vliert        | 8 713     | Robey         |
| Dordrecht      | Dordrecht  | Michele Santoni      | [[]]    | Stadion Krommedijk       | 4 235     | Capelli Sport |
| Eindhoven      | Eindhoven  | Willem Weijs         | [[]]    | Estadio Jan Louwers      | 4 600     | Macron        |
| Emmen          | Emmen      | Fred Grim            | [[]]    | De Oude Meerdijk Stadion | 8 600     | Hummel        |
| Groningen      | Groninga   | Dick Lukkien         | [[]]    | Noordlease Stadion       | 22 550    | Robey         |
| Helmond        | Helmond    | Bob Peeters          | [[]]    | Stadion De Braak         | 4 100     | Saller        |
| Jong Ajax      | Ámsterdam  | Dave Vos             | [[]]    | Sportpark De Toekomst    | 2 050     | Adidas        |
| Jong AZ        | Alkmaar    | Jan Sierksma         | [[]]    | AFAS Trainingscomplex    | 200       | Nike          |
| Jong PSV       | Eindhoven  | Wil Boessen          | [[]]    | PSV Campus De Herdgang   | 2 500     | Puma          |
| Jong Utrecht   | Utrecht    | Ivar van Dinteren    | [[]]    | Sportcomplex Zoudenbalch | 550       | Castore       |
| MVV Maastricht | Maastricht | Maurice Verberne     | [[]]    | Stadion De Geusselt      | 10 000    | Nike          |
| NAC Breda      | Breda      | Jean-Paul van Gastel | [[]]    | Estadio Rat Verlegh      | 19 000    | Nike          |
| Oss            | Oss        | Ruud Brood           | [[]]    | Frans Heesen Stadion     | 4 560     | Saller        |
| Roda JC        | Kerkrade   | Bas Sibum            | [[]]    | Parkstad Limburg Stadion | 19 979    | Legea         |
| Telstar        | IJmuiden   | Mike Snoei           | [[]]    | BUKO Stadion             | 3 060     | Robey         |
| VVV-Venlo      | Venlo      | Rick Kruys           | [[]]    | Stadion De Koel          | 8 000     | Craft         |
| Willem II      | Tilburg    | Peter Maes           | [[]]    | Koning Willem II Stadion | 14 700    | Robey         |

### Cambios de entrenadores
| Equipo        | Entrenador (Jornadas)      | Fecha de vacante         | Tipo de salida                  | Posición en la tabla | Entrenador entrante    | Fecha de nombramiento    |
| ------------- | -------------------------- | ------------------------ | ------------------------------- | -------------------- | ---------------------- | ------------------------ |
| ADO Den Haag  | Dick Advocaat              | 30 de junio de 2023      | Fin de contrato                 | Pretemporada         | Darije Kalezić         | 1 de julio de 2023       |
| De Graafschap | Adrie Poldervaart          | 30 de junio de 2023      |                                 | Pretemporada         | Jan Vreman             | 1 de julio de 2023       |
| Eindhoven     | Rob Penders                | 30 de junio de 2023      | Contratado por Utrecht          | Pretemporada         | Willem Weijs           | 1 de julio de 2023       |
| Emmen         | Dick Lukkien               | 30 de junio de 2023      | Fin de contrato                 | Pretemporada         | Fred Grim              | 1 de julio de 2023       |
| Groningen     | Dennis van der Ree         | 30 de junio de 2023      | Fin de contrato                 | Pretemporada         | Dick Lukkien           | 1 de julio de 2023       |
| Jong AZ       | Maarten Martens            | 30 de junio de 2023      | Fin de contrato                 | Pretemporada         | Jan Sierksma           | 1 de julio de 2023       |
| Jong Utrecht  | Darije Kalezić             | 30 de junio de 2023      | Mutuo acuerdo                   | Pretemporada         | Ivar van Dinteren      | 1 de julio de 2023       |
| Oss           | Klaas Wels                 | 30 de junio de 2023      | Mutuo acuerdo                   | Pretemporada         | Ruud Brood             | 1 de julio de 2023       |
| Roda JC       | Edwin de Graaf             | 30 de junio de 2023      | Fin de contrato                 | Pretemporada         | Bas Sibum              | 1 de julio de 2023       |
| Jong PSV      | Adil Ramzi                 | 23 de julio de 2023      | Contratado por Wydad Casablanca | Pretemporada         | Wil Boessen            | 4 de agosto de 2023      |
| Willem II     | Reinier Robbemond (1–4)    | 5 de septiembre de 2023  | Despedido                       | 15.º                 | Peter van den Berg INT | 5 de septiembre de 2023  |
| NAC Breda     | Peter Hyballa (1–5)        | 13 de septiembre de 2023 | Despedido                       | 10.º                 | Ton Lokhoff INT        | 13 de septiembre de 2023 |
| Willem II     | Peter van den Berg INT (5) | 18 de septiembre de 2023 | Fin de interinidad              | 7.º                  | Peter Maes             | 18 de septiembre de 2023 |
| NAC Breda     | Ton Lokhoff INT (6–7)      | 25 de septiembre de 2023 | Fin de interinidad              | 15.º                 | Jean-Paul van Gastel   | 25 de septiembre de 2023 |
| Cambuur       | Sjors Ultee (1–9)          | 9 de octubre de 2023     | Despedido                       | 11.º                 | Henk de Jong           | 10 de octubre de 2023    |

## Localización
| Región                 | N.º | Equipos                                                             |
| ---------------------- | --- | ------------------------------------------------------------------- |
| Brabante Septentrional | 7   | Den Bosch, Eindhoven, Helmond, Jong PSV, NAC Breda, Oss y Willem II |
| Holanda Septentrional  | 3   | Jong Ajax, Jong AZ y Telstar                                        |
| Limburgo               | 3   | MVV Maastricht, Roda JC y VVV-Venlo                                 |
| Holanda Meridional     | 2   | ADO Den Haag y Dordrecht                                            |
| Drente                 | 1   | Emmen                                                               |
| Frisia                 | 1   | Cambuur                                                             |
| Groninga               | 1   | Groningen                                                           |
| Güeldres               | 1   | De Graafschap                                                       |
| Utrecht                | 1   | Jong Utrecht                                                        |

## Desarrollo

### Clasificación
| Pos. | Equipo           | Pts. | PJ | G  | E  | P  | GF | GC | Dif. | Clasificación 2024-25   |
| ---- | ---------------- | ---- | -- | -- | -- | -- | -- | -- | ---- | ----------------------- |
| 1    | Willem II (A, C) | 79   | 38 | 23 | 10 | 5  | 77 | 35 | +42  | Ascenso a la Eredivisie |
| 2    | Groningen (A)    | 75   | 38 | 22 | 9  | 7  | 71 | 30 | +41  | Ascenso a la Eredivisie |
| 3    | Roda JC          | 75   | 38 | 21 | 12 | 5  | 69 | 34 | +35  | Play-offs de ascenso    |
| 4    | Dordrecht        | 69   | 38 | 18 | 15 | 5  | 74 | 51 | +23  | Play-offs de ascenso    |
| 5    | ADO Den Haag     | 63   | 38 | 17 | 12 | 9  | 72 | 50 | +22  | Play-offs de ascenso    |
| 6    | De Graafschap    | 63   | 38 | 19 | 6  | 13 | 61 | 52 | +9   | Play-offs de ascenso    |
| 7    | Emmen            | 57   | 38 | 17 | 6  | 15 | 59 | 60 | −1   | Play-offs de ascenso    |
| 8    | NAC Breda        | 56   | 38 | 15 | 11 | 12 | 63 | 56 | +7   | Play-offs de ascenso    |
| 9    | MVV Maastricht   | 56   | 38 | 16 | 8  | 14 | 64 | 60 | +4   |                         |
| 10   | Jong AZ          | 56   | 38 | 16 | 8  | 14 | 62 | 61 | +1   |                         |
| 11   | Helmond          | 51   | 38 | 14 | 9  | 15 | 52 | 55 | −3   |                         |
| 12   | VVV-Venlo        | 48   | 38 | 13 | 9  | 16 | 53 | 58 | −5   |                         |
| 13   | Cambuur          | 47   | 38 | 13 | 8  | 17 | 71 | 74 | −3   |                         |
| 14   | Eindhoven        | 43   | 38 | 9  | 16 | 13 | 45 | 57 | −12  |                         |
| 15   | Jong Ajax        | 40   | 38 | 10 | 10 | 18 | 54 | 69 | −15  |                         |
| 16   | Jong PSV         | 40   | 38 | 11 | 7  | 20 | 63 | 81 | −18  |                         |
| 17   | Telstar          | 35   | 38 | 9  | 8  | 21 | 47 | 68 | −21  |                         |
| 18   | Oss              | 34   | 38 | 10 | 4  | 24 | 32 | 66 | −34  |                         |
| 19   | Den Bosch        | 33   | 38 | 8  | 9  | 21 | 38 | 68 | −30  |                         |
| 20   | Jong Utrecht     | 26   | 38 | 5  | 11 | 22 | 32 | 74 | −42  |                         |

Actualizado a los partidos jugados el 10 de mayo de 2024.
 Fuente: Eerste Divisie
Criterios de clasificación: Puntos · Diferencia de goles · Goles a favor · Enfrentamientos directos · Diferencia de goles en enfrentamientos directos
Notas:
1. 1 2 3 4  Los equipos filiales no son elegibles para el ascenso.

### Evolución de la clasificación
| Equipo         | 01 | 02  | 03 | 04 | 05  | 06  | 07  | 08 | 09 | 10  | 11  | 12  | 13  | 14  | 15   | 16  | 17 | 18 | 19 | 20  | 21  | 22  | 23  | 24  | 25  | 26  | 27  | 28  | 29  | 30  | 31 | 32 | 33 | 34 | 35 | 36 | 37 | 38 |
| Equipo         |    |     |    |    |     |     |     |    |    |     |     |     |     |     |      |     |    |    |    |     |     |     |     |     |     |     |     |     |     |     |    |    |    |    |    |    |    |    |
| -------------- | -- | --- | -- | -- | --- | --- | --- | -- | -- | --- | --- | --- | --- | --- | ---- | --- | -- | -- | -- | --- | --- | --- | --- | --- | --- | --- | --- | --- | --- | --- | -- | -- | -- | -- | -- | -- | -- | -- |
| Willem II      | 11 | 2   | 5  | 15 | 5   | 12  | 13* | 6  | 5  | 2   | 2   | 2   | 2   | 1   | 1    | 1   | 1  | 1  | 1  | 1   | 1   | 1   | 1   | 1   | 1   | 1   | 1   | 1   | 1   | 1   | 1  | 1  | 1  | 1  | 1  | 1  | 1  | 1  |
| Groningen      | 1  | 7   | 8  | 5  | 7*  | 5   | 3   | 8  | 10 | 11* | 12  | 13  | 13  | 14  | 14*  | 11  | 9  | 8  | 9  | 6   | 6*  | 7*  | 5** | 6*  | 5*  | 4*  | 6*  | 6*  | 6*  | 3*  | 3* | 3  | 3  | 3  | 3  | 3  | 3  | 2  |
| Roda JC        | 2  | 1   | 1  | 1  | 1   | 1   | 1   | 1  | 1  | 1   | 1   | 1   | 1   | 2   | 2    | 2   | 2  | 2  | 2  | 2   | 2*  | 2*  | 2   | 3   | 3   | 2   | 2   | 2   | 2   | 2   | 2  | 2  | 2  | 2  | 2  | 2  | 2  | 3  |
| Dordrecht      | 10 | 17  | 18 | 13 | 14* | 9   | 10  | 11 | 6  | 7*  | 6   | 5   | 6   | 8   | 8*   | 9*  | 8  | 9  | 8  | 5   | 4   | 6   | 7   | 5   | 6   | 5   | 4   | 4   | 4   | 5   | 5  | 4  | 4  | 4  | 4  | 4  | 4  | 4  |
| ADO Den Haag   | 13 | 18  | 13 | 9  | 9*  | 4   | 7   | 2  | 3  | 4*  | 3   | 3   | 3   | 4   | 4*   | 4   | 4  | 4  | 3  | 3   | 3   | 3   | 3   | 2   | 2   | 3   | 3   | 3   | 3   | 4   | 4  | 5  | 5  | 5  | 5  | 5  | 5  | 5  |
| De Graafschap  | 14 | 5   | 11 | 16 | 16* | 7   | 5   | 7  | 7  | 8*  | 11  | 7   | 5   | 5   | 5*   | 6*  | 5  | 7  | 4  | 4*  | 5*  | 4*  | 4   | 4   | 4   | 6   | 5   | 5   | 5   | 6   | 6  | 6  | 6  | 6  | 6  | 6  | 6  | 6  |
| Emmen          | 7  | 14  | 6  | 14 | 15* | 10  | 6   | 3  | 2  | 3*  | 5   | 4   | 4   | 3   | 3*   | 3   | 3  | 3  | 5  | 7   | 9   | 10* | 11* | 12* | 12* | 13* | 12* | 10* | 11* | 10* | 9* | 11 | 12 | 12 | 10 | 9  | 8  | 7  |
| NAC Breda      | 8  | 4   | 12 | 8  | 10  | 14  | 15  | 16 | 14 | 9   | 10  | 10  | 12  | 12  | 9    | 7   | 7  | 6  | 7  | 9   | 8   | 8*  | 8*  | 10* | 10* | 9*  | 7   | 7   | 7   | 7   | 7  | 7  | 7  | 7  | 8  | 7  | 7  | 8  |
| MVV Maastricht | 3  | 6*  | 7* | 3* | 8*  | 13* | 14* | 17 | 16 | 16  | 16  | 16  | 16  | 15  | 15   | 16  | 14 | 14 | 14 | 13  | 14  | 13  | 10  | 9   | 11  | 11  | 11  | 12  | 13  | 13  | 13 | 12 | 9  | 8  | 9  | 10 | 9  | 9  |
| Jong AZ        | 4  | 9   | 3  | 10 | 11* | 6   | 8   | 12 | 13 | 14* | 9   | 11  | 11  | 10  | 11*  | 8   | 11 | 12 | 11 | 12  | 13  | 11  | 12  | 11  | 8   | 8   | 9   | 8   | 8   | 8   | 8  | 8  | 8  | 9  | 7  | 8  | 10 | 10 |
| Helmond        | 20 | 12  | 16 | 11 | 12* | 15  | 16  | 14 | 9  | 10* | 8   | 9   | 7   | 9   | 10*  | 13  | 10 | 13 | 13 | 14  | 14  | 14  | 14  | 14  | 15  | 12  | 13  | 13  | 12  | 12  | 12 | 13 | 13 | 13 | 11 | 11 | 11 | 11 |
| VVV-Venlo      | 18 | 16  | 10 | 6  | 3   | 2   | 2   | 5  | 8  | 6   | 7   | 8   | 10  | 7   | 7    | 10  | 13 | 11 | 12 | 11  | 11  | 9   | 9   | 8   | 9   | 10  | 10  | 11  | 9   | 9   | 11 | 10 | 11 | 11 | 13 | 13 | 12 | 12 |
| Cambuur        | 9  | 3   | 2  | 7  | 2   | 3   | 4   | 9  | 11 | 13  | 13  | 12  | 9   | 6   | 6    | 5   | 6  | 5  | 6  | 8   | 7   | 5   | 6   | 7   | 7   | 7   | 8   | 9   | 10  | 11  | 10 | 9  | 10 | 10 | 12 | 12 | 13 | 13 |
| Eindhoven      | 12 | 15* | 9* | 4* | 6** | 8*  | 9*  | 4  | 4  | 5*  | 4   | 6   | 8   | 11  | 12*  | 12  | 12 | 10 | 10 | 10  | 10* | 12* | 13  | 13  | 13  | 14  | 14  | 14  | 14  | 14  | 14 | 14 | 14 | 15 | 15 | 15 | 15 | 14 |
| Jong Ajax      | 19 | 20  | 20 | 20 | 19* | 19  | 19  | 20 | 18 | 19* | 20  | 20  | 19  | 17  | 18*  | 17  | 16 | 15 | 15 | 15  | 15* | 15* | 15  | 15  | 14  | 15  | 15  | 15  | 15  | 15  | 15 | 15 | 15 | 14 | 14 | 14 | 14 | 15 |
| Jong PSV       | 6  | 13  | 4  | 2  | 4*  | 11  | 12  | 10 | 12 | 12* | 14* | 14* | 15* | 13* | 13** | 14* | 17 | 17 | 16 | 16* | 16* | 16* | 16  | 16  | 16  | 16  | 16  | 16  | 16  | 17  | 17 | 18 | 18 | 18 | 16 | 17 | 16 | 16 |
| Telstar        | 16 | 19  | 19 | 19 | 20  | 20  | 20  | 19 | 20 | 18  | 19  | 17  | 18  | 19  | 17   | 18  | 18 | 18 | 18 | 19  | 19  | 19  | 20  | 20  | 19  | 19  | 17  | 17  | 17  | 17  | 18 | 16 | 16 | 16 | 17 | 16 | 17 | 17 |
| Oss            | 15 | 8   | 14 | 17 | 17* | 18  | 18* | 18 | 19 | 20* | 18  | 19  | 20  | 20  | 20*  | 20  | 20 | 20 | 20 | 20  | 20  | 20  | 19  | 19  | 20  | 20  | 19  | 18  | 19  | 18  | 16 | 17 | 17 | 17 | 18 | 19 | 19 | 18 |
| Den Bosch      | 5  | 10  | 15 | 18 | 18  | 17  | 17  | 15 | 17 | 17  | 17  | 18  | 17  | 18  | 19   | 19  | 19 | 19 | 19 | 18  | 18  | 18  | 18  | 18  | 18  | 18  | 20  | 20  | 18  | 19  | 19 | 19 | 19 | 19 | 19 | 18 | 18 | 19 |
| Jong Utrecht   | 17 | 11  | 17 | 12 | 13* | 16  | 11  | 13 | 15 | 15* | 15* | 15* | 14* | 16* | 16** | 15* | 15 | 16 | 17 | 17  | 17  | 17  | 17  | 17  | 17  | 17  | 18  | 19  | 20  | 20  | 20 | 20 | 20 | 20 | 20 | 20 | 20 | 20 |

(*) Indica la posición del equipo con un partido pendiente
(**) Indica la posición del equipo con dos partido pendientes

## Resultados

### Primera vuelta
| Cambuur       | 2 – 2 | Emmen          | Cambuur Stadion          | 11 de agosto | 20:00 |
| De Graafschap | 0 – 0 | ADO Den Haag   | Stadion De Vijverberg    | 11 de agosto | 20:00 |
| Den Bosch     | 1 – 0 | Oss            | Stadion De Vliert        | 11 de agosto | 20:00 |
| Dordrecht     | 2 – 2 | NAC Breda      | Stadion Krommedijk       | 11 de agosto | 20:00 |
| Groningen     | 4 – 1 | Jong Ajax      | Noordlease Stadion       | 11 de agosto | 20:00 |
| Roda JC       | 4 – 1 | Helmond        | Parkstad Limburg Stadion | 11 de agosto | 20:00 |
| Eindhoven     | 1 – 1 | Willem II      | Estadio Jan Louwers      | 13 de agosto | 12:15 |
| VVV-Venlo     | 1 – 3 | MVV Maastricht | Stadion De Koel          | 13 de agosto | 16:45 |
| Jong AZ       | 1 – 0 | Jong Utrecht   | AFAS Trainingscomplex    | 14 de agosto | 20:00 |
| Jong PSV      | 1 – 0 | Telstar        | De Herdgang              | 14 de agosto | 20:00 |

| ADO Den Haag   | 0 – 3 | Roda JC       | Cars Jeans Stadion       | 18 de agosto | 20:00 |
| Emmen          | 2 – 2 | VVV-Venlo     | De Oude Meerdijk Stadion | 18 de agosto | 20:00 |
| Helmond        | 1 – 0 | Den Bosch     | Stadion De Braak         | 18 de agosto | 20:00 |
| NAC Breda      | 2 – 1 | Jong AZ       | Estadio Rat Verlegh      | 18 de agosto | 20:00 |
| Oss            | 4 – 1 | Jong PSV      | Frans Heesen Stadion     | 18 de agosto | 20:00 |
| Telstar        | 2 – 3 | Cambuur       | BUKO Stadion             | 18 de agosto | 20:00 |
| Willem II      | 2 – 0 | Dordrecht     | Koning Willem II Stadion | 18 de agosto | 20:00 |
| Jong Ajax      | 1 – 2 | De Graafschap | Sportpark De Toekomst    | 21 de agosto | 20:00 |
| Jong Utrecht   | 1 – 0 | Groningen     | Sportcomplex Zoudenbalch | 21 de agosto | 20:00 |
| MVV Maastricht | 0 – 1 | Eindhoven     | Stadion De Geusselt      | 2 de octubre | 20:00 |

| Cambuur       | 4 – 2 | Jong Ajax      | Cambuur Stadion          | 25 de agosto | 20:00 |
| De Graafschap | 0 – 1 | Emmen          | Stadion De Vijverberg    | 25 de agosto | 20:00 |
| Den Bosch     | 1 – 2 | ADO Den Haag   | Stadion De Vliert        | 25 de agosto | 20:00 |
| Dordrecht     | 2 – 2 | MVV Maastricht | Stadion Krommedijk       | 25 de agosto | 20:00 |
| Eindhoven     | 2 – 0 | NAC Breda      | Estadio Jan Louwers      | 25 de agosto | 20:00 |
| Roda JC       | 2 – 0 | Oss            | Parkstad Limburg Stadion | 25 de agosto | 20:00 |
| VVV-Venlo     | 4 – 1 | Jong Utrecht   | Stadion De Koel          | 25 de agosto | 20:00 |
| Groningen     | 0 – 0 | Willem II      | Noordlease Stadion       | 27 de agosto | 14:30 |
| Jong AZ       | 3 – 1 | Telstar        | AFAS Trainingscomplex    | 28 de agosto | 20:00 |
| Jong PSV      | 2 – 1 | Helmond        | De Herdgang              | 28 de agosto | 20:00 |

| Den Bosch      | 1 – 2 | Jong PSV      | Stadion De Vliert        | 1 de septiembre | 20:00 |
| Emmen          | 2 – 4 | Dordrecht     | De Oude Meerdijk Stadion | 1 de septiembre | 20:00 |
| Helmond        | 2 – 1 | Cambuur       | Stadion De Braak         | 1 de septiembre | 20:00 |
| Jong Utrecht   | 1 – 0 | Roda JC       | Sportcomplex Zoudenbalch | 1 de septiembre | 20:00 |
| MVV Maastricht | 2 – 1 | Jong Ajax     | Stadion De Geusselt      | 1 de septiembre | 20:00 |
| Oss            | 0 – 2 | Groningen     | Frans Heesen Stadion     | 1 de septiembre | 20:00 |
| Telstar        | 0 – 1 | Eindhoven     | BUKO Stadion             | 1 de septiembre | 20:00 |
| VVV-Venlo      | 2 – 0 | De Graafschap | Stadion De Koel          | 1 de septiembre | 20:00 |
| ADO Den Haag   | 4 – 1 | Jong AZ       | Cars Jeans Stadion       | 3 de septiembre | 16:45 |
| Willem II      | 1 – 4 | NAC Breda     | Koning Willem II Stadion | 5 de septiembre | 10:30 |

| Willem II     | 2 – 1 | MVV Maastricht | Koning Willem II Stadion | 8 de septiembre  | 21:00 |
| Telstar       | 1 – 2 | VVV-Venlo      | BUKO Stadion             | 9 de septiembre  | 16:30 |
| Cambuur       | 3 – 1 | Den Bosch      | Cambuur Stadion          | 9 de septiembre  | 18:45 |
| NAC Breda     | 1 – 3 | Roda JC        | Estadio Rat Verlegh      | 9 de septiembre  | 21:00 |
| De Graafschap | 2 – 1 | Helmond        | Stadion De Vijverberg    | 18 de septiembre | 20:00 |
| Eindhoven     | 1 – 1 | ADO Den Haag   | Estadio Jan Louwers      | 18 de septiembre | 20:00 |
| Emmen         | 2 – 0 | Jong Utrecht   | De Oude Meerdijk Stadion | 18 de septiembre | 20:00 |
| Groningen     | 4 – 0 | Jong PSV       | Noordlease Stadion       | 18 de septiembre | 20:00 |
| Jong AZ       | 5 – 2 | Jong Ajax      | AFAS Trainingscomplex    | 18 de septiembre | 20:00 |
| Oss           | 0 – 1 | Dordrecht      | Frans Heesen Stadion     | 18 de septiembre | 20:00 |

| Den Bosch | 3 – 2 | MVV Maastricht | Stadion De Vliert        | 15 de septiembre | 20:00 |
| Dordrecht | 3 – 3 | Jong Utrecht   | Stadion Krommedijk       | 15 de septiembre | 20:00 |
| Groningen | 0 – 1 | ADO Den Haag   | Noordlease Stadion       | 15 de septiembre | 20:00 |
| Helmond   | 1 – 1 | Oss            | Stadion De Braak         | 15 de septiembre | 20:00 |
| Jong Ajax | 3 – 3 | Emmen          | Sportpark De Toekomst    | 15 de septiembre | 20:00 |
| Jong AZ   | 0 – 0 | Eindhoven      | AFAS Trainingscomplex    | 15 de septiembre | 20:00 |
| Jong PSV  | 1 – 3 | De Graafschap  | De Herdgang              | 15 de septiembre | 20:00 |
| Roda JC   | 3 – 0 | Telstar        | Parkstad Limburg Stadion | 15 de septiembre | 20:00 |
| VVV-Venlo | 3 – 1 | NAC Breda      | Stadion De Koel          | 15 de septiembre | 20:00 |
| Cambuur   | 1 – 0 | Willem II      | Cambuur Stadion          | 17 de septiembre | 16:45 |

| ADO Den Haag   | 1 – 1 | Telstar       | Cars Jeans Stadion       | 22 de septiembre | 20:00 |
| Dordrecht      | 0 – 0 | Jong AZ       | Stadion Krommedijk       | 22 de septiembre | 20:00 |
| Helmond        | 1 – 2 | Groningen     | Stadion De Braak         | 22 de septiembre | 20:00 |
| Jong PSV       | 0 – 0 | VVV-Venlo     | De Herdgang              | 22 de septiembre | 20:00 |
| Jong Utrecht   | 3 – 2 | Cambuur       | Sportcomplex Zoudenbalch | 22 de septiembre | 20:00 |
| NAC Breda      | 1 – 3 | Emmen         | Estadio Rat Verlegh      | 22 de septiembre | 20:00 |
| Roda JC        | 4 – 1 | Den Bosch     | Parkstad Limburg Stadion | 22 de septiembre | 20:00 |
| MVV Maastricht | 1 – 2 | De Graafschap | Stadion De Geusselt      | 24 de septiembre | 12:15 |
| Jong Ajax      | 1 – 1 | Eindhoven     | Sportpark De Toekomst    | 25 de septiembre | 20:00 |
| Willem II      | 2 – 1 | Oss           | Koning Willem II Stadion | 3 de octubre     | 20:00 |

| Cambuur        | 3 – 4 | Jong PSV     | Cambuur Stadion          | 29 de septiembre | 20:00 |
| De Graafschap  | 0 – 0 | Roda JC      | Stadion De Vijverberg    | 29 de septiembre | 20:00 |
| Eindhoven      | 1 – 1 | Dordrecht    | Estadio Jan Louwers      | 29 de septiembre | 20:00 |
| Groningen      | 0 – 3 | Den Bosch    | Noordlease Stadion       | 29 de septiembre | 20:00 |
| Jong AZ        | 0 – 2 | Willem II    | AFAS Trainingscomplex    | 29 de septiembre | 20:00 |
| MVV Maastricht | 0 – 3 | ADO Den Haag | Stadion De Geusselt      | 29 de septiembre | 20:00 |
| Oss            | 0 – 1 | Emmen        | Frans Heesen Stadion     | 29 de septiembre | 20:00 |
| Telstar        | 3 – 2 | Jong Ajax    | BUKO Stadion             | 29 de septiembre | 20:00 |
| VVV-Venlo      | 0 – 4 | Helmond      | Stadion De Koel          | 1 de octubre     | 12:15 |
| Jong Utrecht   | 1 – 1 | NAC Breda    | Sportcomplex Zoudenbalch | 2 de octubre     | 20:00 |

| ADO Den Haag | 2 – 1 | Oss            | Cars Jeans Stadion       | 6 de octubre | 20:00 |
| Den Bosch    | 0 – 1 | Eindhoven      | Stadion De Vliert        | 6 de octubre | 20:00 |
| Dordrecht    | 5 – 2 | Cambuur        | Stadion Krommedijk       | 6 de octubre | 20:00 |
| Emmen        | 2 – 0 | Telstar        | De Oude Meerdijk Stadion | 6 de octubre | 20:00 |
| Helmond      | 4 – 0 | Jong Utrecht   | Stadion De Braak         | 6 de octubre | 20:00 |
| Jong Ajax    | 3 – 0 | VVV-Venlo      | Sportpark De Toekomst    | 6 de octubre | 20:00 |
| Jong PSV     | 2 – 3 | MVV Maastricht | De Herdgang              | 6 de octubre | 20:00 |
| NAC Breda    | 3 – 2 | Groningen      | Estadio Rat Verlegh      | 6 de octubre | 20:00 |
| Roda JC      | 3 – 1 | Jong AZ        | Parkstad Limburg Stadion | 6 de octubre | 20:00 |
| Willem II    | 4 – 2 | De Graafschap  | Koning Willem II Stadion | 6 de octubre | 20:00 |

| VVV-Venlo | 1 – 1 | Roda JC        | Stadion De Koel          | 14 de octubre | 16:30 |
| Telstar   | 2 – 1 | MVV Maastricht | BUKO Stadion             | 14 de octubre | 20:00 |
| Willem II | 3 – 1 | Den Bosch      | Koning Willem II Stadion | 15 de octubre | 14:30 |
| Cambuur   | 2 – 3 | NAC Breda      | Cambuur Stadion          | 15 de octubre | 16:45 |
| Groningen | 0 – 0 | Emmen          | Noordlease Stadion       | 23 de octubre | 20:00 |
| Helmond   | 1 – 1 | Dordrecht      | Stadion De Braak         | 23 de octubre | 20:00 |
| Jong Ajax | 0 – 0 | ADO Den Haag   | Sportpark De Toekomst    | 23 de octubre | 20:00 |
| Jong AZ   | 3 – 0 | De Graafschap  | AFAS Trainingscomplex    | 23 de octubre | 20:00 |
| Jong PSV  | 3 – 4 | Eindhoven      | De Herdgang              | 23 de octubre | 20:00 |
| Oss       | 2 – 0 | Jong Utrecht   | Frans Heesen Stadion     | 23 de octubre | 20:00 |

| De Graafschap  | 2 – 1 | Groningen    | Stadion De Vijverberg    | 20 de octubre  | 10:00 |
| Den Bosch      | 1 – 2 | VVV-Venlo    | Stadion De Vliert        | 20 de octubre  | 10:00 |
| Dordrecht      | 4 – 0 | Jong Ajax    | Stadion Krommedijk       | 20 de octubre  | 10:00 |
| Eindhoven      | 1 – 2 | Helmond      | Estadio Jan Louwers      | 20 de octubre  | 10:00 |
| Emmen          | 2 – 3 | ADO Den Haag | De Oude Meerdijk Stadion | 20 de octubre  | 10:00 |
| Jong AZ        | 3 – 0 | Oss          | AFAS Trainingscomplex    | 20 de octubre  | 10:00 |
| MVV Maastricht | 1 – 1 | Cambuur      | Stadion De Geusselt      | 20 de octubre  | 10:00 |
| NAC Breda      | 3 – 1 | Telstar      | Estadio Rat Verlegh      | 20 de octubre  | 10:00 |
| Roda JC        | 0 – 1 | Willem II    | Parkstad Limburg Stadion | 21 de octubre  | 10:00 |
| Jong Utrecht   | 0 – 0 | Jong PSV     | Sportcomplex Zoudenbalch | 1 de diciembre | 20:00 |

| ADO Den Haag  | 2 – 2 | VVV-Venlo      | Cars Jeans Stadion       | 27 de octubre | 20:00 |
| De Graafschap | 2 – 1 | Eindhoven      | Stadion De Vijverberg    | 27 de octubre | 20:00 |
| Dordrecht     | 5 – 1 | Den Bosch      | Stadion Krommedijk       | 27 de octubre | 20:00 |
| Emmen         | 2 – 1 | Jong AZ        | De Oude Meerdijk Stadion | 27 de octubre | 20:00 |
| NAC Breda     | 1 – 1 | Helmond        | Estadio Rat Verlegh      | 27 de octubre | 20:00 |
| Roda JC       | 2 – 1 | Jong Ajax      | Parkstad Limburg Stadion | 27 de octubre | 20:00 |
| Telstar       | 1 – 0 | Oss            | BUKO Stadion             | 27 de octubre | 20:00 |
| Willem II     | 3 – 0 | Jong PSV       | Koning Willem II Stadion | 27 de octubre | 20:00 |
| Cambuur       | 2 – 1 | Groningen      | Cambuur Stadion          | 29 de octubre | 12:15 |
| Jong Utrecht  | 1 – 1 | MVV Maastricht | Sportcomplex Zoudenbalch | 30 de octubre | 20:00 |

| De Graafschap  | 1 – 0 | NAC Breda    | Stadion De Vijverberg | 3 de noviembre | 20:00 |
| Helmond        | 1 – 0 | Telstar      | Stadion De Braak      | 3 de noviembre | 20:00 |
| VVV-Venlo      | 2 – 2 | Jong AZ      | Stadion De Koel       | 3 de noviembre | 20:00 |
| Den Bosch      | 1 – 1 | Jong Utrecht | Stadion De Vliert     | 4 de noviembre | 18:45 |
| Groningen      | 2 – 2 | Dordrecht    | Noordlease Stadion    | 5 de noviembre | 14:30 |
| Eindhoven      | 1 – 1 | Roda JC      | Estadio Jan Louwers   | 6 de noviembre | 20:00 |
| Jong Ajax      | 1 – 0 | Willem II    | Sportpark De Toekomst | 6 de noviembre | 20:00 |
| Jong PSV       | 1 – 2 | ADO Den Haag | De Herdgang           | 6 de noviembre | 20:00 |
| MVV Maastricht | 1 – 1 | Emmen        | Stadion De Geusselt   | 6 de noviembre | 20:00 |
| Oss            | 1 – 8 | Cambuur      | Frans Heesen Stadion  | 6 de noviembre | 20:00 |

| Dordrecht    | 1 – 4 | Jong PSV       | Stadion Krommedijk       | 10 de noviembre | 20:00 |
| Eindhoven    | 0 – 2 | VVV-Venlo      | Estadio Jan Louwers      | 10 de noviembre | 20:00 |
| Emmen        | 1 – 0 | Den Bosch      | De Oude Meerdijk Stadion | 10 de noviembre | 20:00 |
| Jong AZ      | 2 – 1 | Helmond        | AFAS Trainingscomplex    | 10 de noviembre | 20:00 |
| NAC Breda    | 1 – 1 | Jong Ajax      | Estadio Rat Verlegh      | 10 de noviembre | 20:00 |
| Oss          | 0 – 1 | MVV Maastricht | Frans Heesen Stadion     | 10 de noviembre | 20:00 |
| Telstar      | 1 – 2 | De Graafschap  | BUKO Stadion             | 10 de noviembre | 20:00 |
| Willem II    | 2 – 1 | Jong Utrecht   | Koning Willem II Stadion | 10 de noviembre | 20:00 |
| ADO Den Haag | 1 – 2 | Cambuur        | Cars Jeans Stadion       | 12 de noviembre | 14:30 |
| Roda JC      | 0 – 0 | Groningen      | Parkstad Limburg Stadion | 12 de noviembre | 16:45 |

| Den Bosch      | 1 – 4 | Telstar      | Stadion De Vliert        | 17 de noviembre | 18:45 |
| VVV-Venlo      | 1 – 3 | Willem II    | Stadion De Koel          | 17 de noviembre | 21:00 |
| Cambuur        | 1 – 1 | Roda JC      | Cambuur Stadion          | 19 de noviembre | 14:30 |
| MVV Maastricht | 1 – 4 | NAC Breda    | Stadion De Geusselt      | 19 de noviembre | 16:45 |
| ADO Den Haag   | 6 – 0 | Jong Utrecht | Cars Jeans Stadion       | 27 de noviembre | 20:00 |
| Eindhoven      | 0 – 0 | Oss          | Estadio Jan Louwers      | 27 de noviembre | 20:00 |
| Emmen          | 1 – 0 | Jong PSV     | De Oude Meerdijk Stadion | 27 de noviembre | 20:00 |
| Jong Ajax      | 4 – 1 | Helmond      | Sportpark De Toekomst    | 27 de noviembre | 20:00 |
| Jong AZ        | 0 – 5 | Groningen    | AFAS Trainingscomplex    | 27 de noviembre | 20:00 |
| De Graafschap  | 1 – 1 | Dordrecht    | Stadion De Vijverberg    | 4 de diciembre  | 20:00 |

| Dordrecht    | 2 – 2 | ADO Den Haag   | Stadion Krommedijk       | 24 de noviembre | 20:00 |
| Groningen    | 2 – 1 | Eindhoven      | Noordlease Stadion       | 24 de noviembre | 20:00 |
| Helmond      | 1 – 2 | Emmen          | Stadion De Braak         | 24 de noviembre | 20:00 |
| Jong Ajax    | 1 – 0 | Oss            | Sportpark De Toekomst    | 24 de noviembre | 20:00 |
| Jong PSV     | 1 – 2 | Jong AZ        | De Herdgang              | 24 de noviembre | 20:00 |
| Jong Utrecht | 2 – 0 | De Graafschap  | Sportcomplex Zoudenbalch | 24 de noviembre | 20:00 |
| NAC Breda    | 1 – 0 | Den Bosch      | Estadio Rat Verlegh      | 24 de noviembre | 20:00 |
| Telstar      | 1 – 5 | Willem II      | BUKO Stadion             | 24 de noviembre | 20:00 |
| VVV-Venlo    | 1 – 2 | Cambuur        | Stadion De Koel          | 24 de noviembre | 20:00 |
| Roda JC      | 1 – 0 | MVV Maastricht | Parkstad Limburg Stadion | 26 de noviembre | 12:15 |

| Cambuur        | 2 – 2 | Eindhoven     | Cambuur Stadion          | 1 de diciembre | 20:00 |
| Den Bosch      | 3 – 3 | Jong Ajax     | Stadion De Vliert        | 1 de diciembre | 20:00 |
| Dordrecht      | 2 – 0 | Roda JC       | Stadion Krommedijk       | 1 de diciembre | 20:00 |
| Groningen      | 2 – 1 | VVV-Venlo     | Noordlease Stadion       | 1 de diciembre | 20:00 |
| Helmond        | 3 – 2 | ADO Den Haag  | Stadion De Braak         | 1 de diciembre | 20:00 |
| MVV Maastricht | 4 – 0 | Jong AZ       | Stadion De Geusselt      | 1 de diciembre | 20:00 |
| Oss            | 0 – 1 | De Graafschap | Frans Heesen Stadion     | 1 de diciembre | 20:00 |
| Willem II      | 3 – 0 | Emmen         | Koning Willem II Stadion | 1 de diciembre | 20:00 |
| Jong PSV       | 0 – 5 | NAC Breda     | De Herdgang              | 4 de diciembre | 20:00 |
| Jong Utrecht   | 0 – 0 | Telstar       | Sportcomplex Zoudenbalch | 4 de diciembre | 20:00 |

| ADO Den Haag  | 1 – 1 | Willem II      | Cars Jeans Stadion       | 8 de diciembre  | 20:00 |
| De Graafschap | 2 – 3 | Cambuur        | Stadion De Vijverberg    | 8 de diciembre  | 20:00 |
| Eindhoven     | 3 – 2 | Emmen          | Estadio Jan Louwers      | 8 de diciembre  | 20:00 |
| Groningen     | 2 – 0 | Telstar        | Noordlease Stadion       | 8 de diciembre  | 20:00 |
| Helmond       | 1 – 2 | MVV Maastricht | Stadion De Braak         | 8 de diciembre  | 20:00 |
| NAC Breda     | 2 – 0 | Oss            | Estadio Rat Verlegh      | 8 de diciembre  | 20:00 |
| Roda JC       | 2 – 1 | Jong PSV       | Parkstad Limburg Stadion | 8 de diciembre  | 20:00 |
| VVV-Venlo     | 3 – 1 | Dordrecht      | Stadion De Koel          | 8 de diciembre  | 20:00 |
| Jong Ajax     | 2 – 1 | Jong Utrecht   | Sportpark De Toekomst    | 11 de diciembre | 20:00 |
| Jong AZ       | 0 – 0 | Den Bosch      | AFAS Trainingscomplex    | 11 de diciembre | 20:00 |

| ADO Den Haag   | 3 – 1 | NAC Breda     | Cars Jeans Stadion       | 15 de diciembre | 20:00 |
| Cambuur        | 1 – 2 | Jong AZ       | Cambuur Stadion          | 15 de diciembre | 20:00 |
| Den Bosch      | 0 – 4 | De Graafschap | Stadion De Vliert        | 15 de diciembre | 20:00 |
| Emmen          | 0 – 1 | Roda JC       | De Oude Meerdijk Stadion | 15 de diciembre | 20:00 |
| Jong PSV       | 2 – 2 | Jong Ajax     | De Herdgang              | 15 de diciembre | 20:00 |
| Jong Utrecht   | 2 – 5 | Eindhoven     | Sportcomplex Zoudenbalch | 15 de diciembre | 20:00 |
| MVV Maastricht | 1 – 1 | Groningen     | Stadion De Geusselt      | 15 de diciembre | 20:00 |
| Oss            | 2 – 1 | VVV-Venlo     | Frans Heesen Stadion     | 15 de diciembre | 20:00 |
| Telstar        | 0 – 2 | Dordrecht     | BUKO Stadion             | 15 de diciembre | 20:00 |
| Willem II      | 4 – 1 | Helmond       | Koning Willem II Stadion | 15 de diciembre | 20:00 |

### Segunda vuelta
| Den Bosch      | 3 – 1 | Cambuur      | Stadion De Vliert     | 22 de diciembre | 20:00 |
| Groningen      | 2 – 1 | Jong Utrecht | Noordlease Stadion    | 22 de diciembre | 20:00 |
| MVV Maastricht | 2 – 0 | Oss          | Stadion De Geusselt   | 22 de diciembre | 20:00 |
| NAC Breda      | 1 – 2 | Willem II    | Estadio Rat Verlegh   | 22 de diciembre | 20:00 |
| VVV-Venlo      | 2 – 1 | Telstar      | Stadion De Koel       | 22 de diciembre | 20:00 |
| Jong AZ        | 1 – 2 | ADO Den Haag | AFAS Trainingscomplex | 23 de diciembre | 14:00 |
| Dordrecht      | 2 – 1 | Emmen        | Stadion Krommedijk    | 23 de diciembre | 16:30 |
| Helmond        | 3 – 3 | Roda JC      | Stadion De Braak      | 23 de diciembre | 18:45 |
| Eindhoven      | 2 – 2 | Jong Ajax    | Estadio Jan Louwers   | 23 de diciembre | 21:00 |
| De Graafschap  | 4 – 2 | Jong PSV     | Stadion De Vijverberg | 22 de enero     | 20:00 |

| ADO Den Haag | 5 – 3 | De Graafschap  | Cars Jeans Stadion       | 12 de enero | 20:00 |
| Cambuur      | 5 – 2 | MVV Maastricht | Cambuur Stadion          | 12 de enero | 20:00 |
| Dordrecht    | 2 – 0 | Helmond        | Stadion Krommedijk       | 12 de enero | 20:00 |
| Oss          | 0 – 5 | Willem II      | Frans Heesen Stadion     | 12 de enero | 20:00 |
| Telstar      | 1 – 1 | Jong AZ        | BUKO Stadion             | 12 de enero | 20:00 |
| Emmen        | 2 – 3 | NAC Breda      | De Oude Meerdijk Stadion | 13 de enero | 16:30 |
| Jong Utrecht | 0 – 0 | VVV-Venlo      | Sportcomplex Zoudenbalch | 15 de enero | 20:00 |
| Jong PSV     | 2 – 2 | Den Bosch      | De Herdgang              | 15 de enero | 20:00 |
| Roda JC      | 3 – 0 | Eindhoven      | Parkstad Limburg Stadion | 22 de enero | 20:00 |
| Jong Ajax    | 0 – 1 | Groningen      | Sportpark De Toekomst    | 22 de enero | 20:00 |

| Den Bosch      | 0 – 0 | Roda JC       | Stadion De Vliert        | 19 de enero   | 20:00 |
| Eindhoven      | 0 – 1 | De Graafschap | Estadio Jan Louwers      | 19 de enero   | 20:00 |
| Helmond        | 2 – 2 | Jong PSV      | Stadion De Braak         | 19 de enero   | 20:00 |
| MVV Maastricht | 3 – 0 | Jong Utrecht  | Stadion De Geusselt      | 19 de enero   | 20:00 |
| Oss            | 1 – 0 | Telstar       | Frans Heesen Stadion     | 19 de enero   | 20:00 |
| Willem II      | 1 – 1 | Jong Ajax     | Koning Willem II Stadion | 19 de enero   | 20:00 |
| VVV-Venlo      | 2 – 1 | ADO Den Haag  | Stadion De Koel          | 22 de enero   | 20:00 |
| Jong AZ        | 5 – 1 | Dordrecht     | AFAS Trainingscomplex    | 22 de enero   | 20:00 |
| NAC Breda      | 1 – 2 | Cambuur       | Estadio Rat Verlegh      | 19 de febrero | 20:00 |
| Emmen          | 0 – 3 | Groningen     | De Oude Meerdijk Stadion | 1 de abril    | 14:30 |

| ADO Den Haag  | 3 – 0 | Emmen          | Cars Jeans Stadion       | 26 de enero | 20:00 |
| De Graafschap | 3 – 0 | VVV-Venlo      | Stadion De Vijverberg    | 26 de enero | 20:00 |
| Eindhoven     | 0 – 3 | MVV Maastricht | Estadio Jan Louwers      | 26 de enero | 20:00 |
| Helmond       | 1 – 0 | NAC Breda      | Stadion De Braak         | 26 de enero | 20:00 |
| Roda JC       | 0 – 0 | Jong Utrecht   | Parkstad Limburg Stadion | 26 de enero | 20:00 |
| Telstar       | 0 – 0 | Den Bosch      | BUKO Stadion             | 26 de enero | 20:00 |
| Groningen     | 4 – 1 | Jong AZ        | Noordlease Stadion       | 26 de enero | 20:00 |
| Cambuur       | 1 – 2 | Oss            | Cambuur Stadion          | 29 de enero | 20:00 |
| Jong PSV      | 1 – 1 | Willem II      | De Herdgang              | 29 de enero | 20:00 |
| Jong Ajax     | 2 – 2 | Dordrecht      | Sportpark De Toekomst    | 29 de enero | 20:00 |

| Den Bosch      | 0 – 0 | Helmond       | Stadion De Vliert        | 2 de febrero | 20:00 |
| Dordrecht      | 1 – 0 | Groningen     | Stadion Krommedijk       | 2 de febrero | 20:00 |
| MVV Maastricht | 6 – 1 | Telstar       | Stadion De Geusselt      | 2 de febrero | 20:00 |
| Oss            | 1 – 3 | ADO Den Haag  | Frans Heesen Stadion     | 2 de febrero | 20:00 |
| NAC Breda      | 0 – 0 | De Graafschap | Estadio Rat Verlegh      | 2 de febrero | 20:00 |
| Emmen          | 1 – 1 | Eindhoven     | De Oude Meerdijk Stadion | 2 de febrero | 20:00 |
| VVV-Venlo      | 3 – 2 | Jong PSV      | Stadion De Koel          | 2 de febrero | 20:00 |
| Willem II      | 1 – 1 | Cambuur       | Koning Willem II Stadion | 2 de febrero | 20:00 |
| Jong AZ        | 1 – 0 | Roda JC       | AFAS Trainingscomplex    | 5 de febrero | 20:00 |
| Jong Utrecht   | 0 – 1 | Jong Ajax     | Sportcomplex Zoudenbalch | 5 de febrero | 20:00 |

| De Graafschap | 0 – 2 | Willem II      | Stadion De Vijverberg    | 9 de febrero  | 20:00 |
| Roda JC       | 4 – 1 | Dordrecht      | Parkstad Limburg Stadion | 9 de febrero  | 20:00 |
| NAC Breda     | 2 – 2 | Eindhoven      | Estadio Rat Verlegh      | 9 de febrero  | 20:00 |
| Jong PSV      | 3 – 0 | Emmen          | De Herdgang              | 9 de febrero  | 20:00 |
| Telstar       | 3 – 2 | Helmond        | BUKO Stadion             | 9 de febrero  | 20:00 |
| Cambuur       | 3 – 3 | VVV-Venlo      | Cambuur Stadion          | 10 de febrero | 16:30 |
| ADO Den Haag  | 3 – 0 | Den Bosch      | Cars Jeans Stadion       | 11 de febrero | 12:15 |
| Groningen     | 3 – 0 | Oss            | Noordlease Stadion       | 11 de febrero | 14:30 |
| Jong Ajax     | 3 – 0 | MVV Maastricht | Sportpark De Toekomst    | 12 de febrero | 20:00 |
| Jong Utrecht  | 1 – 2 | Jong AZ        | Sportcomplex Zoudenbalch | 12 de febrero | 20:00 |

| Helmond        | 3 – 1 | De Graafschap | Stadion De Braak         | 16 de febrero | 20:00 |
| Oss            | 2 – 1 | Jong Ajax     | Frans Heesen Stadion     | 16 de febrero | 20:00 |
| Telstar        | 1 – 1 | NAC Breda     | BUKO Stadion             | 16 de febrero | 20:00 |
| Roda JC        | 3 – 2 | Emmen         | Parkstad Limburg Stadion | 16 de febrero | 20:00 |
| Den Bosch      | 0 – 0 | Jong AZ       | Stadion De Vliert        | 16 de febrero | 20:00 |
| Dordrecht      | 1 – 0 | VVV-Venlo     | Stadion Krommedijk       | 16 de febrero | 20:00 |
| Cambuur        | 2 – 4 | Jong Utrecht  | Cambuur Stadion          | 16 de febrero | 20:00 |
| Willem II      | 2 – 1 | ADO Den Haag  | Koning Willem II Stadion | 16 de febrero | 20:00 |
| Eindhoven      | 0 – 3 | Groningen     | Estadio Jan Louwers      | 18 de febrero | 16:45 |
| MVV Maastricht | 3 – 3 | Jong PSV      | Stadion De Geusselt      | 19 de febrero | 20:00 |

| ADO Den Haag  | 2 – 2 | MVV Maastricht | Cars Jeans Stadion       | 23 de febrero | 20:00 |
| Groningen     | 0 – 0 | Helmond        | Noordlease Stadion       | 23 de febrero | 20:00 |
| De Graafschap | 2 – 0 | Den Bosch      | Stadion De Vijverberg    | 23 de febrero | 20:00 |
| VVV-Venlo     | 2 – 2 | Eindhoven      | Stadion De Koel          | 23 de febrero | 20:00 |
| Willem II     | 2 – 3 | Roda JC        | Koning Willem II Stadion | 23 de febrero | 20:00 |
| Emmen         | 2 – 0 | Cambuur        | De Oude Meerdijk Stadion | 23 de febrero | 20:00 |
| Jong Ajax     | 0 – 3 | Telstar        | Sportpark De Toekomst    | 26 de febrero | 20:00 |
| Jong AZ       | 2 – 3 | NAC Breda      | AFAS Trainingscomplex    | 26 de febrero | 20:00 |
| Jong PSV      | 0 – 1 | Dordrecht      | De Herdgang              | 26 de febrero | 20:00 |
| Jong Utrecht  | 0 – 3 | Oss            | Sportcomplex Zoudenbalch | 26 de febrero | 20:00 |

| ADO Den Haag   | 2 – 1 | Jong Ajax    | Cars Jeans Stadion       | 1 de marzo | 20:00 |
| De Graafschap  | 2 – 1 | Oss          | Stadion De Vijverberg    | 1 de marzo | 20:00 |
| Emmen          | 2 – 0 | Willem II    | De Oude Meerdijk Stadion | 1 de marzo | 20:00 |
| Helmond        | 1 – 1 | VVV-Venlo    | Stadion De Braak         | 1 de marzo | 20:00 |
| NAC Breda      | 3 – 1 | Jong Utrecht | Estadio Rat Verlegh      | 1 de marzo | 20:00 |
| Eindhoven      | 1 – 1 | Jong AZ      | Estadio Jan Louwers      | 1 de marzo | 20:00 |
| Telstar        | 1 – 1 | Roda JC      | BUKO Stadion             | 1 de marzo | 20:00 |
| MVV Maastricht | 1 – 3 | Dordrecht    | Stadion De Geusselt      | 4 de marzo | 14:00 |
| Den Bosch      | 1 – 4 | Groningen    | Stadion De Vliert        | 4 de marzo | 20:00 |
| Jong PSV       | 3 – 1 | Cambuur      | De Herdgang              | 4 de marzo | 20:00 |

| Cambuur      | 1 – 2 | De Graafschap  | Cambuur Stadion          | 8 de marzo | 20:00 |
| Dordrecht    | 2 – 0 | Telstar        | Stadion Krommedijk       | 8 de marzo | 20:00 |
| Groningen    | 3 – 0 | MVV Maastricht | Noordlease Stadion       | 8 de marzo | 20:00 |
| Jong Ajax    | 0 – 1 | NAC Breda      | Sportpark De Toekomst    | 8 de marzo | 20:00 |
| Jong AZ      | 4 – 1 | Jong PSV       | AFAS Trainingscomplex    | 8 de marzo | 20:00 |
| Jong Utrecht | 0 – 1 | Helmond        | Sportcomplex Zoudenbalch | 8 de marzo | 20:00 |
| Oss          | 1 – 2 | Den Bosch      | Frans Heesen Stadion     | 8 de marzo | 20:00 |
| Roda JC      | 2 – 2 | ADO Den Haag   | Parkstad Limburg Stadion | 8 de marzo | 20:00 |
| VVV-Venlo    | 2 – 0 | Emmen          | Stadion De Koel          | 8 de marzo | 20:00 |
| Willem II    | 3 – 0 | Eindhoven      | Koning Willem II Stadion | 8 de marzo | 20:00 |

| Den Bosch      | 1 – 4 | Willem II     | Stadion De Vliert        | 15 de marzo | 20:00 |
| Dordrecht      | 0 – 0 | Eindhoven     | Stadion Krommedijk       | 15 de marzo | 20:00 |
| Groningen      | 4 – 2 | De Graafschap | Noordlease Stadion       | 15 de marzo | 20:00 |
| Jong Ajax      | 3 – 0 | Jong PSV      | Sportpark De Toekomst    | 15 de marzo | 20:00 |
| Jong AZ        | 2 – 0 | Cambuur       | AFAS Trainingscomplex    | 15 de marzo | 20:00 |
| Jong Utrecht   | 2 – 3 | Emmen         | Sportcomplex Zoudenbalch | 15 de marzo | 20:00 |
| NAC Breda      | 1 – 0 | VVV-Venlo     | Estadio Rat Verlegh      | 15 de marzo | 20:00 |
| Oss            | 1 – 0 | Helmond       | Frans Heesen Stadion     | 15 de marzo | 20:00 |
| Telstar        | 3 – 1 | ADO Den Haag  | BUKO Stadion             | 15 de marzo | 20:00 |
| MVV Maastricht | 0 – 3 | Roda JC       | Stadion De Geusselt      | 17 de marzo | 12:15 |

| Emmen          | 0 – 1 | Oss          | De Oude Meerdijk Stadion | 11 de marzo | 20:00 |
| Jong PSV       | 2 – 3 | Groningen    | De Herdgang              | 11 de marzo | 20:00 |
| De Graafschap  | 0 – 2 | Jong Ajax    | Stadion De Vijverberg    | 11 de marzo | 20:00 |
| Helmond        | 3 – 1 | Jong AZ      | Stadion De Braak         | 11 de marzo | 20:00 |
| ADO Den Haag   | 2 – 2 | Dordrecht    | Cars Jeans Stadion       | 11 de marzo | 20:00 |
| Eindhoven      | 3 – 0 | Jong Utrecht | Estadio Jan Louwers      | 11 de marzo | 20:00 |
| Cambuur        | 1 – 0 | Telstar      | Cambuur Stadion          | 23 de marzo | 20:00 |
| MVV Maastricht | 1 – 0 | Den Bosch    | Stadion De Geusselt      | 23 de marzo | 20:00 |
| Roda JC        | 3 – 1 | NAC Breda    | Parkstad Limburg Stadion | 23 de marzo | 20:00 |
| Willem II      | 2 – 0 | VVV-Venlo    | Koning Willem II Stadion | 23 de marzo | 20:00 |

| ADO Den Haag  | 0 – 2 | Groningen      | Cars Jeans Stadion       | 29 de marzo | 20:00 |
| De Graafschap | 2 – 1 | Jong AZ        | Stadion De Vijverberg    | 29 de marzo | 20:00 |
| Den Bosch     | 0 – 3 | Dordrecht      | Stadion De Vliert        | 29 de marzo | 20:00 |
| Eindhoven     | 0 – 3 | Cambuur        | Estadio Jan Louwers      | 29 de marzo | 20:00 |
| Emmen         | 4 – 2 | Jong Ajax      | De Oude Meerdijk Stadion | 29 de marzo | 20:00 |
| Helmond       | 0 – 2 | Willem II      | Stadion De Braak         | 29 de marzo | 20:00 |
| NAC Breda     | 1 – 2 | MVV Maastricht | Estadio Rat Verlegh      | 29 de marzo | 20:00 |
| Telstar       | 5 – 1 | Jong Utrecht   | BUKO Stadion             | 29 de marzo | 20:00 |
| VVV-Venlo     | 2 – 0 | Oss            | Stadion De Koel          | 29 de marzo | 20:00 |
| Jong PSV      | 2 – 3 | Roda JC        | De Herdgang              | 1 de abril  | 20:00 |

| Cambuur        | 0 – 2 | ADO Den Haag  | Cambuur Stadion          | 5 de abril | 20:00 |
| Dordrecht      | 2 – 1 | De Graafschap | Stadion Krommedijk       | 5 de abril | 20:00 |
| MVV Maastricht | 3 – 0 | Helmond       | Stadion De Geusselt      | 5 de abril | 20:00 |
| Oss            | 2 – 1 | Eindhoven     | Frans Heesen Stadion     | 5 de abril | 20:00 |
| Telstar        | 3 – 1 | Jong PSV      | BUKO Stadion             | 5 de abril | 20:00 |
| Groningen      | 1 – 1 | NAC Breda     | Noordlease Stadion       | 7 de abril | 12:15 |
| Roda JC        | 2 – 1 | VVV-Venlo     | Parkstad Limburg Stadion | 7 de abril | 16:45 |
| Jong Ajax      | 0 – 2 | Den Bosch     | Sportpark De Toekomst    | 8 de abril | 20:00 |
| Jong AZ        | 3 – 2 | Emmen         | AFAS Trainingscomplex    | 8 de abril | 20:00 |
| Jong Utrecht   | 1 – 1 | Willem II     | Sportcomplex Zoudenbalch | 8 de abril | 20:00 |

| ADO Den Haag  | 0 – 1 | Helmond        | Cars Jeans Stadion       | 12 de abril | 20:00 |
| De Graafschap | 5 – 1 | Telstar        | Stadion De Vijverberg    | 12 de abril | 20:00 |
| Eindhoven     | 2 – 5 | Jong PSV       | Estadio Jan Louwers      | 12 de abril | 20:00 |
| Emmen         | 1 – 3 | MVV Maastricht | De Oude Meerdijk Stadion | 12 de abril | 20:00 |
| NAC Breda     | 1 – 4 | Dordrecht      | Estadio Rat Verlegh      | 12 de abril | 20:00 |
| Oss           | 1 – 4 | Roda JC        | Frans Heesen Stadion     | 12 de abril | 20:00 |
| Willem II     | 4 – 1 | Jong AZ        | Koning Willem II Stadion | 12 de abril | 20:00 |
| VVV-Venlo     | 0 – 1 | Groningen      | Stadion De Koel          | 14 de abril | 16:45 |
| Jong Ajax     | 2 – 1 | Cambuur        | Sportpark De Toekomst    | 15 de abril | 20:00 |
| Jong Utrecht  | 0 – 2 | Den Bosch      | Sportcomplex Zoudenbalch | 15 de abril | 20:00 |

| Den Bosch      | 2 – 2 | NAC Breda     | Stadion De Vliert        | 19 de abril | 20:00 |
| Dordrecht      | 3 – 1 | Oss           | Stadion Krommedijk       | 19 de abril | 20:00 |
| Roda JC        | 1 – 1 | De Graafschap | Parkstad Limburg Stadion | 19 de abril | 20:00 |
| Helmond        | 3 – 1 | Jong Ajax     | Stadion De Braak         | 19 de abril | 20:00 |
| Telstar        | 2 – 3 | Emmen         | BUKO Stadion             | 19 de abril | 20:00 |
| ADO Den Haag   | 1 – 1 | Eindhoven     | Cars Jeans Stadion       | 20 de abril | 16:30 |
| MVV Maastricht | 1 – 1 | Willem II     | Stadion De Geusselt      | 20 de abril | 18:45 |
| Groningen      | 3 – 0 | Cambuur       | Noordlease Stadion       | 20 de abril | 21:00 |
| Jong AZ        | 2 – 1 | VVV-Venlo     | AFAS Trainingscomplex    | 22 de abril | 20:00 |
| Jong PSV       | 2 – 0 | Jong Utrecht  | De Herdgang              | 22 de abril | 20:00 |

| Cambuur       | 3 – 3 | Dordrecht      | Cambuur Stadion          | 26 de abril | 20:00 |
| De Graafschap | 3 – 0 | MVV Maastricht | Stadion De Vijverberg    | 26 de abril | 20:00 |
| Jong Ajax     | 1 – 1 | Roda JC        | Sportpark De Toekomst    | 26 de abril | 20:00 |
| VVV-Venlo     | 2 – 3 | Den Bosch      | Stadion De Koel          | 26 de abril | 20:00 |
| Willem II     | 1 – 1 | Groningen      | Koning Willem II Stadion | 26 de abril | 20:00 |
| Oss           | 1 – 1 | Jong AZ        | Frans Heesen Stadion     | 26 de abril | 20:00 |
| Eindhoven     | 1 – 1 | Telstar        | Estadio Jan Louwers      | 28 de abril | 12:15 |
| NAC Breda     | 2 – 0 | Jong PSV       | Estadio Rat Verlegh      | 28 de abril | 16:45 |
| Emmen         | 3 – 0 | Helmond        | De Oude Meerdijk Stadion | 29 de abril | 20:00 |
| Jong Utrecht  | 0 – 2 | ADO Den Haag   | Sportcomplex Zoudenbalch | 29 de abril | 20:00 |

| De Graafschap | 2 – 2 | Jong Utrecht   | Stadion De Vijverberg    | 3 de mayo | 20:00 |
| Den Bosch     | 1 – 2 | Emmen          | Stadion De Vliert        | 3 de mayo | 20:00 |
| Dordrecht     | 1 – 1 | Willem II      | Stadion Krommedijk       | 3 de mayo | 20:00 |
| Helmond       | 2 – 0 | Eindhoven      | Stadion De Braak         | 3 de mayo | 20:00 |
| Jong AZ       | 2 – 3 | MVV Maastricht | AFAS Trainingscomplex    | 3 de mayo | 20:00 |
| Jong PSV      | 4 – 1 | Oss            | De Herdgang              | 3 de mayo | 20:00 |
| NAC Breda     | 2 – 2 | ADO Den Haag   | Estadio Rat Verlegh      | 3 de mayo | 20:00 |
| Roda JC       | 2 – 0 | Cambuur        | Parkstad Limburg Stadion | 3 de mayo | 20:00 |
| Telstar       | 1 – 1 | Groningen      | BUKO Stadion             | 3 de mayo | 20:00 |
| VVV-Venlo     | 2 – 0 | Jong Ajax      | Stadion De Koel          | 3 de mayo | 20:00 |

| ADO Den Haag   | 2 – 3 | Jong PSV      | Cars Jeans Stadion       | 10 de mayo | 20:00 |
| Cambuur        | 1 – 1 | Helmond       | Cambuur Stadion          | 10 de mayo | 20:00 |
| Eindhoven      | 2 – 0 | Den Bosch     | Estadio Jan Louwers      | 10 de mayo | 20:00 |
| Emmen          | 2 – 1 | De Graafschap | De Oude Meerdijk Stadion | 10 de mayo | 20:00 |
| Groningen      | 2 – 0 | Roda JC       | Noordlease Stadion       | 10 de mayo | 20:00 |
| Jong Ajax      | 1 – 4 | Jong AZ       | Sportpark De Toekomst    | 10 de mayo | 20:00 |
| Jong Utrecht   | 1 – 1 | Dordrecht     | Sportcomplex Zoudenbalch | 10 de mayo | 20:00 |
| MVV Maastricht | 2 – 0 | VVV-Venlo     | Stadion De Geusselt      | 10 de mayo | 20:00 |
| Oss            | 1 – 1 | NAC Breda     | Frans Heesen Stadion     | 10 de mayo | 20:00 |
| Willem II (C)  | 3 – 2 | Telstar       | Koning Willem II Stadion | 10 de mayo | 20:00 |

### Tabla de resultados cruzados
| Local \ Visitante | ADO | CAM | GRA | DEN | DOR | EIN | EMM | GRO | HEL | JAJ | JAZ | JPS | JUT | MVV | NAC | OSS | RJC | TEL | VVV | WIL |
| ----------------- | --- | --- | --- | --- | --- | --- | --- | --- | --- | --- | --- | --- | --- | --- | --- | --- | --- | --- | --- | --- |
| ADO Den Haag      | —   | 1–2 | 5–3 | 3–0 | 2–2 | 1–1 | 3–0 | 0–2 | 0–1 | 2–1 | 4–1 | 2–3 | 6–0 | 2–2 | 3–1 | 2–1 | 0–3 | 1–1 | 2–2 | 1–1 |
| Cambuur           | 0–2 | —   | 1–2 | 3–1 | 3–3 | 2–2 | 2–2 | 2–1 | 1–1 | 4–2 | 1–2 | 3–4 | 2–4 | 5–2 | 2–3 | 1–2 | 1–1 | 1–0 | 3–3 | 1–0 |
| De Graafschap     | 0–0 | 2–3 | —   | 2–0 | 1–1 | 2–1 | 0–1 | 2–1 | 2–1 | 0–2 | 2–1 | 4–2 | 2–2 | 3–0 | 1–0 | 2–1 | 0–0 | 5–1 | 3–0 | 0–2 |
| Den Bosch         | 1–2 | 3–1 | 0–4 | —   | 0–3 | 0–1 | 1–2 | 1–4 | 0–0 | 3–3 | 0–0 | 1–2 | 1–1 | 3–2 | 2–2 | 1–0 | 0–0 | 1–4 | 1–2 | 1–4 |
| Dordrecht         | 2–2 | 5–2 | 2–1 | 5–1 | —   | 0–0 | 2–1 | 1–0 | 2–0 | 4–0 | 0–0 | 1–4 | 3–3 | 2–2 | 2–2 | 3–1 | 2–0 | 2–0 | 1–0 | 1–1 |
| Eindhoven         | 1–1 | 0–3 | 0–1 | 2–0 | 1–1 | —   | 3–2 | 0–3 | 1–2 | 2–2 | 1–1 | 2–5 | 3–0 | 0–3 | 2–0 | 0–0 | 1–1 | 1–1 | 0–2 | 1–1 |
| Emmen             | 2–3 | 2–0 | 2–1 | 1–0 | 2–4 | 1–1 | —   | 0–3 | 3–0 | 4–2 | 2–1 | 1–0 | 2–0 | 1–3 | 2–3 | 0–1 | 0–1 | 2–0 | 2–2 | 2–0 |
| Groningen         | 0–1 | 3–0 | 4–2 | 0–3 | 2–2 | 2–1 | 0–0 | —   | 0–0 | 4–1 | 4–1 | 4–0 | 2–1 | 3–0 | 1–1 | 3–0 | 2–0 | 2–0 | 2–1 | 0–0 |
| Helmond           | 3–2 | 2–1 | 3–1 | 1–0 | 1–1 | 2–0 | 1–2 | 1–2 | —   | 3–1 | 3–1 | 2–2 | 4–0 | 1–2 | 1–0 | 1–1 | 3–3 | 1–0 | 1–1 | 0–2 |
| Jong Ajax         | 0–0 | 2–1 | 1–2 | 0–2 | 2–2 | 1–1 | 3–3 | 0–1 | 4–1 | —   | 1–4 | 3–0 | 2–1 | 3–0 | 0–1 | 1–0 | 1–1 | 0–3 | 3–0 | 1–0 |
| Jong AZ           | 1–2 | 2–0 | 3–0 | 0–0 | 5–1 | 0–0 | 3–2 | 0–5 | 2–1 | 5–2 | —   | 4–1 | 1–0 | 2–3 | 2–3 | 3–0 | 1–0 | 3–1 | 2–1 | 0–2 |
| Jong PSV          | 1–2 | 3–1 | 1–3 | 2–2 | 0–1 | 3–4 | 3–0 | 2–3 | 2–1 | 2–2 | 1–2 | —   | 2–0 | 2–3 | 0–5 | 4–1 | 2–3 | 1–0 | 0–0 | 1–1 |
| Jong Utrecht      | 0–2 | 3–2 | 2–0 | 0–2 | 1–1 | 2–5 | 2–3 | 1–0 | 0–1 | 0–1 | 1–2 | 0–0 | —   | 1–1 | 1–1 | 0–3 | 1–0 | 0–0 | 0–0 | 1–1 |
| MVV Maastricht    | 0–3 | 1–1 | 1–2 | 1–0 | 1–3 | 0–1 | 1–1 | 1–1 | 3–0 | 2–1 | 4–0 | 3–3 | 3–0 | —   | 1–4 | 2–0 | 0–3 | 6–1 | 2–0 | 1–1 |
| NAC Breda         | 2–2 | 1–2 | 0–0 | 1–0 | 1–4 | 2–2 | 1–3 | 3–2 | 1–1 | 1–1 | 2–1 | 2–0 | 3–1 | 1–2 | —   | 2–0 | 1–3 | 3–1 | 1–0 | 1–2 |
| Oss               | 1–3 | 1–8 | 0–1 | 1–2 | 0–1 | 2–1 | 0–1 | 0–2 | 1–0 | 2–1 | 1–1 | 4–1 | 2–0 | 0–1 | 1–1 | —   | 1–4 | 1–0 | 2–1 | 0–5 |
| Roda JC           | 2–2 | 2–0 | 1–1 | 4–1 | 4–1 | 3–0 | 3–2 | 0–0 | 4–1 | 2–1 | 3–1 | 2–1 | 0–0 | 1–0 | 3–1 | 2–0 | —   | 3–0 | 2–1 | 0–1 |
| Telstar           | 3–1 | 2–3 | 1–2 | 0–0 | 0–2 | 0–1 | 2–3 | 1–1 | 3–2 | 3–2 | 1–1 | 3–1 | 5–1 | 2–1 | 1–1 | 1–0 | 1–1 | —   | 1–2 | 1–5 |
| VVV-Venlo         | 2–1 | 1–2 | 2–0 | 2–3 | 3–1 | 2–2 | 2–0 | 0–1 | 0–4 | 2–0 | 2–2 | 3–2 | 4–1 | 1–3 | 3–1 | 2–0 | 1–1 | 2–1 | —   | 1–3 |
| Willem II         | 2–1 | 1–1 | 4–2 | 3–1 | 2–0 | 3–0 | 3–0 | 1–1 | 4–1 | 1–1 | 4–1 | 3–0 | 2–1 | 2–1 | 1–4 | 2–1 | 2–3 | 3–2 | 2–0 | —   |

## Play-off de ascenso-descenso
Siete equipos, seis de la Eerste Divisie 2023-24 y uno de la Eredivisie, jugaron por un puesto en la Eredivisie 2024-25. Los seis equipos restantes, jugaron en la Eerste Divisie 2024-25. El equipo con menor numeración o el equipo de la Eredivisie, jugó de local en el partido de ida.
|  | Cuartos de final | Cuartos de final | Cuartos de final | Cuartos de final | Cuartos de final |   |    | Semifinales | Semifinales | Semifinales | Semifinales | Semifinales |   |  | Final | Final | Final | Final | Final |  |
|  |                  |                  |                  |                  |                  |   |    |             |             |             |             |             |   |  |       |       |       |       |       |  |
|  |                  |                  |                  |                  |                  |   |    |             |             |             |             |             |   |  |       |       |       |       |       |  |
|  | 5                | ADO Den Haag     | 3                | 2                | 5                |   |    |             |             |             |             |             |   |  |       |       |       |       |       |  |
|  | 5                | ADO Den Haag     | 3                | 2                | 5                |   |    |             |             |             |             |             |   |  |       |       |       |       |       |  |
|  | 6                | De Graafschap    | 2                | 2                | 4                |   |    |             |             |             |             |             |   |  |       |       |       |       |       |  |
|  | 6                | De Graafschap    | 2                | 2                | 4                |   | 16 | Excelsior   | 2           | 7           | 9           |             |   |  |       |       |       |       |       |  |
|  |                  |                  |                  |                  |                  |   | 16 | Excelsior   | 2           | 7           | 9           |             |   |  |       |       |       |       |       |  |
|  |                  |                  | 5                | ADO Den Haag     | 1                | 1 | 2  |             |             |             |             |             |   |  |       |       |       |       |       |  |
|  |                  |                  | 5                | ADO Den Haag     | 1                | 1 | 2  |             |             |             |             |             |   |  |       |       |       |       |       |  |
|  |                  |                  |                  |                  |                  |   |    |             |             |             |             |             |   |  |       |       |       |       |       |  |
|  |                  |                  |                  |                  |                  |   |    |             |             |             |             |             |   |  |       |       |       |       |       |  |
|  |                  |                  |                  |                  |                  |   |    |             | 16          | Excelsior   | 2           | 4           | 6 |  |       |       |       |       |       |  |
|  |                  |                  |                  |                  |                  |   |    |             |             |             |             |             | 6 |  |       |       |       |       |       |  |
|  |                  |                  | 8                | NAC Breda        | 6                | 1 | 7  |             |             |             |             |             |   |  |       |       |       |       |       |  |
|  | 4                | FC Dordrecht     | 8                | NAC Breda        | 6                | 1 | 7  | 2           | 0           | 2           |             |             |   |  |       |       |       |       |       |  |
|  | 4                | FC Dordrecht     |                  |                  |                  |   |    |             |             | 2           |             |             |   |  |       |       |       |       |       |  |
|  | 7                | FC Emmen         | 2                | 1                | 3                |   |    |             |             |             |             |             |   |  |       |       |       |       |       |  |
|  | 7                | FC Emmen         | 2                | 1                | 3                |   | 7  | Emmen       | 1           | 0           | 1           |             |   |  |       |       |       |       |       |  |
|  |                  |                  |                  |                  |                  |   | 7  | Emmen       | 1           | 0           | 1           |             |   |  |       |       |       |       |       |  |
|  |                  |                  | 8                | NAC Breda        | 1                | 3 | 4  |             |             |             |             |             |   |  |       |       |       |       |       |  |
|  | 3                | Roda JC          | 8                | NAC Breda        | 1                | 3 | 4  | 1           | 0           | 1           |             |             |   |  |       |       |       |       |       |  |
|  | 3                | Roda JC          |                  |                  |                  |   |    |             |             | 1           |             |             |   |  |       |       |       |       |       |  |
|  | 8                | NAC Breda        | 3                | 5                | 8                |   |    |             |             |             |             |             |   |  |       |       |       |       |       |  |
|  | 8                | NAC Breda        | 3                | 5                | 8                |   |    |             |             |             |             |             |   |  |       |       |       |       |       |  |
|  |                  |                  |                  |                  |                  |   |    |             |             |             |             |             |   |  |       |       |       |       |       |  |

## Datos y estadísticas

### Récords
- Primer gol de la temporada:
- Último gol de la temporada:
- Gol más rápido:
- Gol más cercano al final del encuentro:
- Mayor número de goles marcados en un partido:
- Partido con más espectadores:
- Partido con menos espectadores:
- Mayor victoria local:
- Mayor victoria visitante:

### Máximos goleadores
Actualizado el 11 de mayo de 2024.
| Pos. | Jugador             | Equipo          | Goles | Part. | Prom. |
| ---- | ------------------- | --------------- | ----- | ----- | ----- |
| 1    | Henk Veerman        | ADO La Haya     | 23    | 38    | 0.61  |
| 2    | Martijn Kaars       | Helmond Sport   | 21    | 38    | 0.55  |
| 3    | Milan Smit          | S. C. Cambuur   | 19    | 36    | 0.53  |
| 4    | Romano Postema      | F. C. Groningen | 18    | 35    | 0.51  |
| 5    | Jeredy Hilterman    | Willem II       | 16    | 35    | 0.46  |
| 6    | Dailon Livramento   | MVV Maastricht  | 16    | 35    | 0.46  |
| 7    | Koen Kostorz        | F. C. Den Bosch | 16    | 38    | 0.42  |
| 8    | Zakaria Eddahchouri | S. C. Telstar   | 14    | 27    | 0.52  |
| 9    | Mathis Suray        | F. C. Dordrecht | 13    | 38    | 0.52  |
| 10   | Ernest Poku         | Jong AZ         | 12    | 17    | 0.71  |
| 11   | Roberts Uldriķis    | S. C. Cambuur   | 12    | 32    | 0.38  |
| 12   | Thijs Oosting       | Willem II       | 12    | 34    | 0.35  |
| 13   | Enrique Peña Zauner | Roda JC         | 12    | 36    | 0.33  |
| 14   | Walid Ould-Chikh    | Roda JC         | 12    | 37    | 0.32  |
| 15   | Ozan Kökçü          | F. C. Eindhoven | 12    | 38    | 0.32  |

### Máximos asistentes
Actualizado el 11 de mayo de 2024.
| Pos. | Jugador             | Equipo          | Asist. | Part. | Prom. |
| ---- | ------------------- | --------------- | ------ | ----- | ----- |
| 1    | Daryl van Mieghem   | ADO La Haya     | 15     | 36    | 0.42  |
| 2    | Nick Doodeman       | Willem II       | 14     | 32    | 0.44  |
| 3    | Arjen van der Heide | Roda JC         | 11     | 32    | 0.34  |
| 4    | Michael Breij       | S. C. Cambuur   | 10     | 29    | 0.34  |
| 5    | Dominik Janošek     | NAC Breda       | 10     | 38    | 0.26  |
| 6    | Jaron Vicario       | F. C. Den Bosch | 9      | 31    | 0.29  |
| 7    | Jari Schuurman      | F. C. Dordrecht | 8      | 23    | 0.35  |
| 8    | Roberts Uldriķis    | S. C. Cambuur   | 8      | 32    | 0.25  |
| 9    | Simon Colyn         | De Graafschap   | 8      | 33    | 0.24  |
| 10   | Jeredy Hilterman    | Willem II       | 8      | 35    | 0.23  |
| 11   | Walid Ould-Chikh    | Roda JC         | 8      | 37    | 0.22  |
| 12   | Evan Rottier        | F. C. Eindhoven | 8      | 37    | 0.22  |

### Autogoles
| Fecha | Jugador | Minuto | Local | Resultado | Visitante | Jornada |
| ----- | ------- | ------ | ----- | --------- | --------- | ------- |

| Datos actualizados a 28 de febrero de 2023 |

### Hat-tricks o pókers
Aquí se encuentra la lista de hat-tricks y póker de goles (en general, tres o más goles marcados por un jugador en un mismo encuentro) conseguidos en la temporada.
| Fecha      | Jugador             | Goles         | Local        | Resultado | Visitante       | Jornada    |
| ---------- | ------------------- | ------------- | ------------ | --------- | --------------- | ---------- |
| 28/08/2023 | Jayden Addai        | 23' 81' 90+4' | Jong AZ      | 3 – 1     | Telstar         | Jornada 3  |
| 23/10/2023 | Jesper Uneken       | 45+1' 52' 70' | Jong PSV     | 3 – 4     | Eindhoven       | Jornada 10 |
| 17/11/2023 | Zakaria Eddahchouri | 38' 51' 73'   | Den Bosch    | 1 – 4     | Telstar         | Jornada 15 |
| 27/11/2023 | Jort van der Sande  | 14' 37' 41'   | ADO Den Haag | 6 – 0     | Jong FC Utrecht | Jornada 15 |

## Premios

### Premios mensuales
| Mes | Entrenador del mes | Entrenador del mes | Jugador del mes | Jugador del mes | Gol del mes | Gol del mes | Atajada del mes | Atajada del mes |
| Mes | Técnico            | Equipo             | Jugador         | Equipo          | Jugador     | Equipo      | Jugador         | Equipo          |
| --- | ------------------ | ------------------ | --------------- | --------------- | ----------- | ----------- | --------------- | --------------- |

## Fichajes

### Fichajes más caros del mercado de verano
| Jugador         | Club de destino | Club de origen | Precio (€) | Ref.   |
| --------------- | --------------- | -------------- | ---------- | ------ |
| Ethan Butera    | Jong Ajax       | RSCA Futures   | 1.500.000  | [ 30 ] |
| Kevin van Veen  | Groningen       | Motherwell     | 586.000    | [ 31 ] |
| Kristian Lien   | Groningen       | Mjøndalen      | 350.000    |        |
| Dominik Janošek | NAC Breda       | Pardubice      | 300.000    |        |

| Datos actualizados a 20 de octubre de 2023. Fuentes: |

### Fichajes más caros del mercado de invierno
| Jugador | Club de destino | Club de origen | Precio (€) |
| ------- | --------------- | -------------- | ---------- |

| Datos actualizados a 28 de febrero de 2023. Fuentes: |